# Alopecoenas stairi
Alopecoenas stairi е вид птица от семейство Гълъбови (Columbidae). Видът е световно застрашен, със статут Уязвим.

## Разпространение
Видът е разпространен в Американска Самоа, Самоа, Тонга, Уолис и Футуна и Фиджи.